# Geoparque Litoral de Viana do Castelo

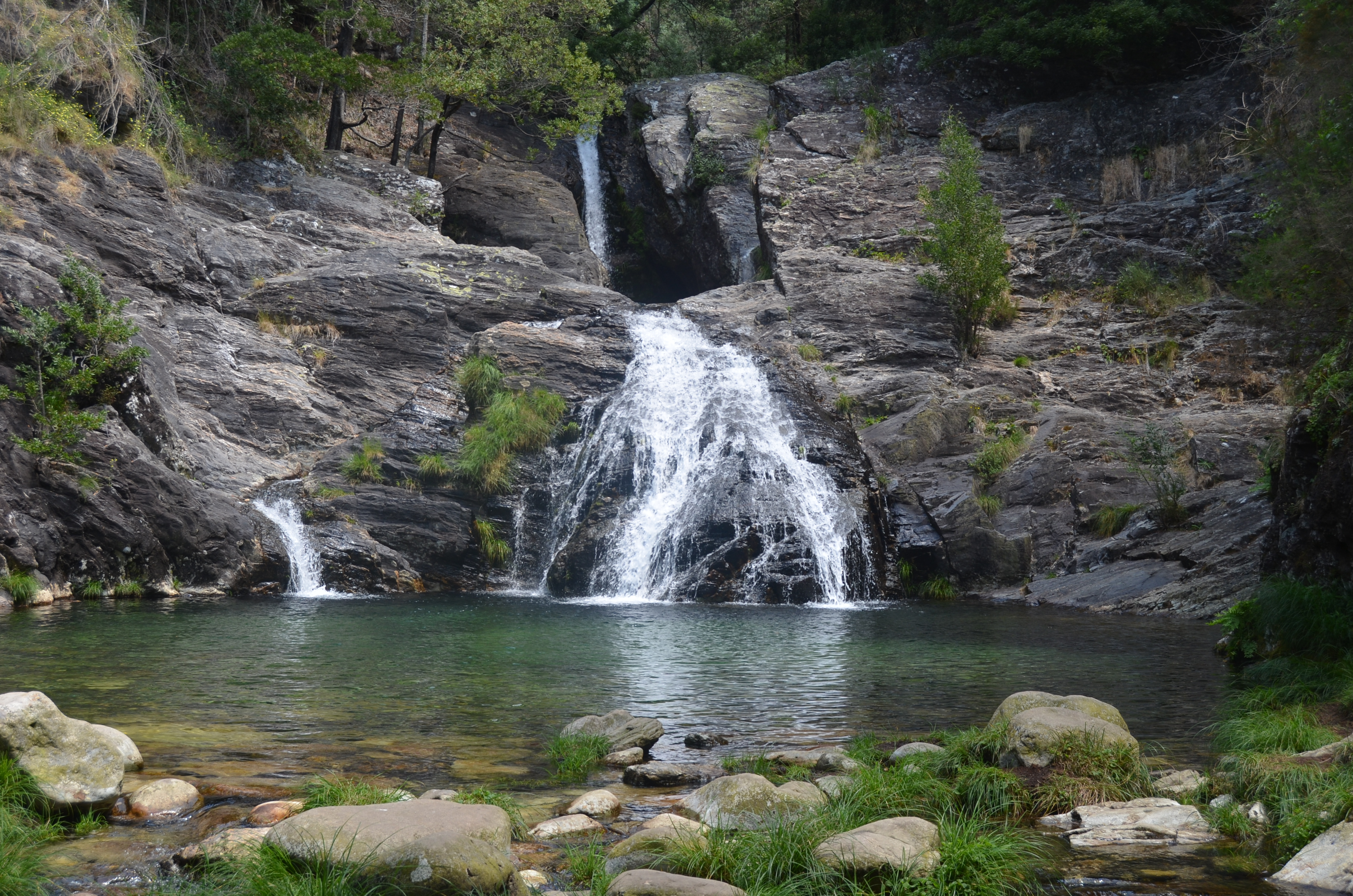
Cascata do Pincho no rio Âncora

O Geoparque Litoral de Viana do Castelo é um geoparque situado em Viana do Castelo, Portugal. Possui uma área de 320 km² e 36 geossítios inventariados, entre os quais os monumentos naturais do Canto Marinho, do Alcantilado de Montedor, as Cascatas da Ferida Má e o Campo Mineiro de Meixedo-Vila Mou. Integra também os sítios de importância comunitária do Litoral Norte, do Rio Lima e da Serra de Arga.
O trabalho de inventariação teve início em 2005 e a classificação legal dos monumentos naturais decorreu entre 2012 e 2018. Desde 2017 que o parque é reconhecido como aspirante à Rede Mundial de Geoparques da UNESCO.

## Monumentos naturais
No parque existem 13 geossítios classificados como Monumento Natural Local (MNL):
- MNL de Alcantilado de Montedor
- MNL de Pedras Ruivas
- MNL de Canto Marinho
- MNL de Ribeira de Anha
- MNL de Ínsuas do Lima
- MNL Pavimentos Graníticos da Gatenha
- MNL Cascatas da Ferida Má
- MNL Turfeiras das Chãs de Arga
- MNL Planalto Granítico das Chãs de Sta. Luzia
- MNL Cristas Quartzíticas do Campo Mineiro de Folgadoiro Verdes
- MNL Cascatas do Poço Negro
- MNL Penedo Furado do Monte da Meadela
- MNL Dunas Trepadoras do Faro de Anha